# Stamhoofd
Een stamhoofd of opperhoofd is de - vaak informele - leider van een stam. Een stamhoofd wordt meestal op basis van zijn vaardigheden of afkomst aangesteld.
Het begrip "stamhoofd" is nogal vaag en willekeurig; leider noch stam is duidelijk gedefinieerd, dus in vele gevallen worden andere begrippen voor dezelfde instelling gebruikt, zoals onbetekenende heerser of zelfs hoofdman (in een heel kleine, maar autonome gemeenschap, bijvoorbeeld in de jungle). In sommige gevallen leidt hij slechts een traditionele adviserende entiteit binnen een grotere gemeenschap, in andere gevallen komt stammenautonomie dichter bij soevereiniteit.
Er zijn vele variaties op dit systeem, maar de meest voorkomende types zijn die van het hoofd van een raad (gewoonlijk van "ouderen" en/of een (bredere) volksvergadering in "parlementaire" culturen, de oorlogsleider (kan een alternatief of bijkomende post in oorlogstijd zijn), de erfelijke leider, de politiek overheersende medicijnman ("theocratische" cultuur). 
De term wordt gewoonlijk onderscheiden van leiders op een nog lager niveau, zoals dorpshoofd (geografisch gedefinieerd) of clanleider (een essentieel genealogisch begrip), terwijl het begrip "stam" eerder een ethno-culturele identiteit (raciaal, taalkundig, godsdienstig, enz.) evenals sommige politieke uitdrukkingen vereist.
Bij indianen wordt de term "opperhoofd" vaak gebruikt voor "leider" of "oudste" in het algemeen, zodat een dorpsgemeenschap meerdere opperhoofden telde. Af en toe wordt er onderscheid gemaakt tussen "hoofdman" (gewone leider) en "opperhoofd" (stam- of afdelingshoofd).

## Bekende opperhoofden
- Tecumseh
- Seattle
- Touch the Clouds
- Rode Wolk
- Steigerend Paard
- Zittende Stier
- Washakie
- Zwarte Ketel
- Geronimo

## VOC
De vertegenwoordiger van de Vereenigde Oostindische Compagnie in Japan werd ook "Opperhoofd" genoemd. Zie: Lijst van opperhoofden van Dejima.